# Moldavian Airlines
Moldavian Airlines was een Moldavische luchtvaartmaatschappij met haar thuisbasis in Chisinau.

## Geschiedenis
Moldavian Airlines is opgericht in 1994.
De luchtvaartmaatschappij stopte alle activiteiten in 2014.

## Vloot
De vloot van Moldavian Airlines bestond in september 2007 uit:
- 1 Fokker F-28-100
- 2 Saab 2000